# Ermeneutica talmudica

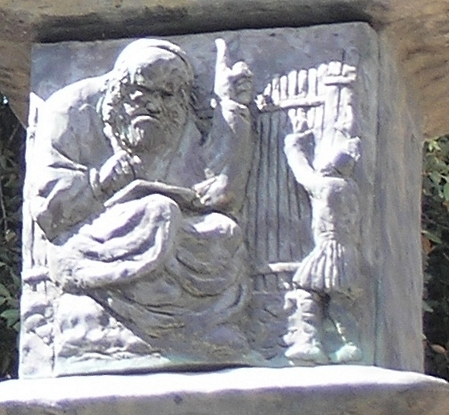
Insegnante del Talmud.
Bassorilievo al Knesset, Gerusalemme

L'ermeneutica talmudica (in ebraico מידות שהתורה נדרשת בהן‎?) è la scienza che definisce le regole ed i metodi di analisi e esatta determinazione del significato delle Scritture, sia legali, storiche, "mediche", ecc.
Poiché la Halakhah viene considerata una sintesi e spiegazione della Torah, l'ermeneutica talmudica include anche le regole con le quali i requisiti della Legge orale sono interpretati e poi riportati come Legge scritta e da questa disciplinati anche secondo le altre opinioni rabbiniche e/o i Minhaghim.
Alcune regole si riferiscono a:
- grammatica ed esegesi
- interpretazione di certe parole e lettere e parole/lettere apparentemente superflue o mancanti, e prefissi e suffissi
- interpretazione di quelle lettere che, in certe parole, sono provviste di punti
- interpretazione delle lettere in una parola secondo il loro valore numerico (cfr. Ghimatriah)
- interpretazione di una parola dividendola in due o più parole (cfr. Notarikon)
- interpretazione di una parola secondo la sua forma consonantica o secondo la sua vocalizzazione
- interpretazione di una parola trasponendo le sue lettere o cambiando le sue vocali
- deduzione logica di una halakhah dal testo scritturale o da un'altra legge

## Classi di regole
1. Zugot
2. Tannaim
3. Amoraim
4. Savoraim
5. Gaonim
6. Rishonim
7. Acharonim

Compilazioni di tali regole ermeneutiche furono intraprese in tempi antichi. La tradizione tannaitica riconosce tre particolari collezioni normative, come segue:
1. Le 7 Regole di Hillel[3] (baraita all'inizio di Sifra; Avot di Rabbi Natan xxxvii.)
2. Le 13 Regole di Rabbi Ishmael[3] (questa collezione è un'estensione analitica e correlata a quella di Hillel)
3. Le 32 Regole di Rabbi Eliezer ben Jose HaGelili.[3] Queste ultime regole sono contenute in una baraita indipendente (Baraita delle Trentadue Regole) che è stata incorporata e conservata in opere successive.

Sono intese anche all'esplicitazione delle interpretazioni haggadiche ma molte di loro sono valide anche per l'Halakhah.
Si deve comunque notare che né Hillel, né Ishmael o Eliezer ben Jose hanno cercato di dare una completa enumerazione delle regole di interpretazione o delle loro applicazioni: hanno omesso dalle loro collezioni molte regole che sono poi state seguite. Per qualche motivo si limitano ad una raccolta dei principali metodi di deduzione "logica" o analitica, chiamate "middòt" (misure), sebbene anche altre regole o applicazioni, anche ermeneutiche ebraiche, siano conosciute con quel termine.

## Datazione delle regole
Tutte le regole ermeneutiche disseminate nei Talmudim e Midrashim sono state raccolte da Malbim in Ayyelet HaShachar, l'introduzione al suo commentario della Sifra, e sono state calcolate in un totale di 613 , corrispondenti ai 613 comandamenti. L'antichità delle regole può essere determinata solo dalle date delle autorità che le citano; in generale, non possono essere dichiarate con certezza più vecchie del Tanna a cui sono attribuite per primo. È certo, tuttavia, che le sette middot (regole esegetiche) di Hillel e le 13 del rabbino Ishmael sono precedenti rispetto al tempo di Hillel stesso, che fu il primo a trasmetterle. In ogni caso, non le inventò personalmente, ma le raccolse come correnti del suo tempo, anche se forse le ampliò.
Il Talmud stesso non fornisce alcuna informazione in merito all'origine delle middot, anche se i Geonim le consideravano sinaitiche (in ebraico הלכה למשה מסיני‎?, "Legge data a Mosè sul Monte Sinai"; cfr. Rabbi Sansone di Chinon nel suo Sefer HaKeritot).
Le middot sembrano essere state stabilite in primo luogo come regole astratte dagli insegnanti di Hillel, sebbene non venissero immediatamente riconosciute da tutti come valide e vincolanti. Diverse scuole le interpretarono e modificarono, riducendole o ampliandole in vari modi.

## Regole di Rabbi Akiva e Rabbi Ishmael

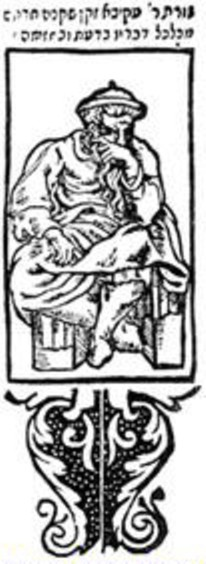
Rabbi Akiva, uno dei primi regolatori dell'ermeneutica talmudica - Haggadah di Mantova, 1568

Rabbi Akiva e Rabbi Ishmael e i loro discepoli contribuirono in special modo allo sviluppo o consolidamento di tali regole. Akiva dedicò la sua attenzione alle regole grammaticali ed esegetiche, mentre Ishmael ne perfezionò la logica. Le norme stabilite da una scuola vennero spesso respinte dalle altre, perché i principi che li guidavano nelle rispettive formulazioni erano essenzialmente diversi.

### Superfluità nel testo?
Secondo Akiva, il linguaggio divino della Torah si distingue dal discorso degli uomini per il fatto che nel primo caso nessuna parola o suono è superflua/o. Stabilisce due principi che ampliano il campo di applicazione della regola del suo maestro Nahum di Gimzo, che aveva dichiarato che alcune particelle, come את ,גם e או, erano inclusive e alcune altre, come אך ,רק e מן, erano esclusive. Questi due principi sono:
- אין רבוי אחר רבוי אלא למעט (= "una inclusione aggiunta ad un'altra è equivalente a una esclusione"; Sifra, Ẓaw, Pereḳ, 11 [cur. da I.H. Weiss, p. 34d])
- לשונות רבויין הן (= "le parole sono amplificazioni"; Talmud gerosolimitano, Shabbat xix. 17a)

Perciò Akiva interpreta le seguenti forme di espressione come amplificazioni: un infinito prima di un verbo finito, ad esempio: הכרת תכרת (Sanhedrin 64b); il raddoppio di una parola, per esempio: איש איש (Yeb . 71a); la ripetizione di un termine da un sinonimo, ad esempio: ודבר ואמר (Yerushalmi Soṭah viii 22b). Ishmael, al contrario, stabilisce il principio: דברה תורה כלשון בני אדם = "la Torah parla nella lingua degli uomini" (Sifre, Num. 112.). La Bibbia potrebbe pertanto aver impiegato parole e suoni superflui, e valori forzati non devono essere assegnati loro al fine di dedurne nuove regole.
La stessa nozione vale per quanto riguarda la ripetizione di un'intera sezione. Ishmael è del parere che "la Torah, a volte ripete un'intera sezione della  Halakhah (Legge ebraica), al fine di darle una nuova applicazione" (כל פרשה שנאמרה במקום אחד וחזרו שנאה במקום אחר לא שנאה אלא בשביל דבר שנתחדש בה, Sifre, Num. 2, secondo la lettura di Elia di Vilna). Non è necessario quindi presupporre una nuova inferenza da ogni ripetizione. Così, ad esempio, in Numeri 5:5-8 la Torah ripete la sezione אשם גזלות in Levitico 5:20-26 (6:1-7, AV) al fine di insegnare la nuova norma che in certi casi la "ricompensa"... ...per il peccato è effettuata direttamente ai sacerdoti. D'altra parte Akiva afferma (in Sifre, LC, secondo la lettura di Elia di Vilna), che "Tutto ciò che viene detto in una sezione in modo ripetitivo deve essere interpretato" (= כל מה שנאמר בה צריך להדרש), e che nuove deduzioni se ne possono trarre. Secondo questa visione, in Numeri 5:5-8 per esempio, un nuovo significato va ricercato nella ripetizione della Legge.

### Vocalizzazione delle parole
Secondo Akiva, la vocalizzazione tradizionale di una parola nella Bibbia ebraica, che può essere letta in vari modi, è ben fondata (יש אם למקרא), e ne deduce molte regole dai significati che tali parole possono avere secondo la punteggiatura tradizionale. Questa regola era stata formulata prima di Akiva da un Tanna di nome Rabbi Judah Ben Ro'eẓ, che non è menzionato altrove, e di cui di conseguenza nulla di più è noto (cfr. Sanhedrin 4a). Ishmael, in opposizione ad Akiva, segue il principio יש אם למסורת, cioè che la tradizione in merito al solo testo consonantico è autorevole, e che le regole devono essere dedotte solo da tale testo. Un singolo esempio serve ad illustrare la differenza tra i metodi delle due scuole: in Levitico 21:11, nella legge che vieta al sacerdote di contaminarsi toccando un cadavere, la parola נפשת è scritta in maniera difettiva. Dal momento che la lettura tradizionale indica il plurale, "nafshot", Akiva trae la conclusione che un quarto di misura di sangue, la quantità minima che può rendere impuro un sacerdote attraverso il contatto con un solo cadavere, lo contamina anche quando emessa da due corpi. Secondo Ishmael, tuttavia, questa quantità minima contamina il sacerdote solo quando è emessa da un solo cadavere, poiché la parola, secondo il testo consonantico, deve essere letta al singolare "nafshat" (cfr. Sanhedrin 4a, b, Hullin 72a, e Tosafot ad entrambi i brani).

### Giustapposizione di sezioni
Secondo Akiva si possono dedurre delle leggi dalla giustapposizione di due sezioni giuridiche, dal momento che "ogni passaggio che si trova vicino ad un altro deve essere spiegato e interpretato con riferimento al suo contiguo" (כל פרשה שהיא סמוכה לחבירתה למדה הימנה, Sifre, Num. 131). Secondo Ishmael "nulla" si può dedurre dalla posizione delle singole sezioni, poiché non è affatto certo che ogni singola porzione si trovi ora al suo posto giusto. Molti paragrafi che formano, in senso stretto, l'inizio di un libro e dovrebbero stare in quella posizione, sono stati trasposti nel mezzo. Ishmael spiega la presenza di una sezione in una posizione non appropriata (ולמה נכתב כאן) dichiarando che "non c'è prima o dopo nelle Scritture" (אלא מפני שאין מקדם ומאחר בתורה), senza una speciale ragione (Mekhilta, ndr, Weiss, p. 48a; Ecclesiaste Rabbah; cfr. Pesahim 6b, dove Rav Papa definisce questo principio in tale maniera che non contraddice le regole di Ishmael riguardanti "Kelal uferat"). Eliezer ben Jose ampliò questa regola nella sua baraita (Baraita delle Trentadue Regole) e la divise in due parti (nn. 31 e 32).
Tuttavia, questo metodo è utilizzato in molti casi, ad esempio: Deuteronomio 22:11 parla del comandamento che vieta l'uso di shaatnez, una miscela specifica di lana e lino. Il versetto successivo discute la direttiva per fare gli tzitzit, le frange legate a indumenti a quattro angoli. La giustapposizione di questi due versetti è usata per insegnare che la trasgressione di shaatnez non è commessa quando si indossa un indumento di lino a quattro angoli che porta tzitzit di lana (la lana qui è in realtà un filo di tekhelet, lana con colorante blu. Mentre le stringhe bianche dei tzitzit possone essere di qualsiasi materiale, il filo blu deve essere di lana, anche quando il relativo indumento è di un misto lana/lino).
La giustapposizione attraverso l'"esemplificazione" o משל, è stata descritta recentemente dal talmudista Daniel Boyarin come un sine qua non di ermeneutica talmudica (cfr. Boyarin 2003:93), poiché "fino a che Salomone inventò il Mashal (breve parabola), nessuno riusciva a comprendere la Torah" (Rabba Cantico dei cantici).

#### Fusione delle metodologie
L'opposizione tra le scuole di Ishmael e di Akiva diminuì progressivamente, e infine scomparve del tutto, cosicché i Tannaim successivi applicarono gli assiomi di entrambi indiscriminatamente, anche se l'ermeneutica di Akiva predominò. In questo modo tutti i succitati principi ottennero un generale riconoscimento.

## Regole dettagliate
Una discussione più dettagliata delle sette regole di Hillel, e delle tredici di Ishmael, può ora essere intrapresa, insieme con alcuni altri importanti canoni dell'ermeneutica talmudica.

### Kal va-Chomer(קל וחומר)
La prima regola di Hillel e di Rabbi Ishmael è "kal va-chomer" in ebraico קל וחומר‎?, chiamata anche "din" (conclusione). Questo è l'argomento "a minori ad majus" o "a majori ad minus". Nella Baraita delle Trentadue Regole, questa regola è divisa in due (nn. 5 e 6), poiché viene fatta una distinzione tra un modo di ragionamento portato alla sua logica conclusione nelle Sacre Scritture stesse ("kal wa-chomer meforash") e uno soltanto suggerito ("kal va-chomer satum"). L'argomento completo è illustrato in dieci esempi riportati in Genesi Rabbah XCII.
Il nome completo di questa regola dovrebbe essere "kal wa-Chomer, chomer we-kal" (semplice e complesso, complesso e semplice), dal momento che da essa si deduce dal semplice al complesso o viceversa, a seconda della natura della conclusione necessaria. La premessa principale su cui si basa l'argomento si chiama "nadon" o, in un periodo successivo, "melammed" (ciò che insegna); la conclusione derivante dall'argomento è definita בא מן הדין o, in seguito, "lamed" (ciò che apprende). Il processo di deduzione nel kal wa-chomer è limitato dalla regola secondo cui la conclusione può contenere solo ciò che si trova nella premessa. Questa è la cosiddetta legge "dayyo", che molti insegnanti però ignorano. È formulata così: דיו לבא מן הדין להיות כנדון ("La conclusione di un argomento è soddisfatta quando è uguale alla premessa maggiore").
C'è una controversia sui tredici principi: o kal va-chomer è unica tra le tredici regole, nel senso che può essere applicata da chiunque in qualsiasi circostanza logica e le restanti dodici regole possono essere applicate soltanto in base ad una tradizione di applicazione che discenda da Mosè (o da un altro consiglio autorevole dell'epoca), o tutte e tredici le regole, eccetto una gezerah shava, sono aperte a tutti e solo quest'ultima è limitata nella sua applicazione.
Ad esempio, si può fare il seguente ragionamento logico e sostenerlo utilizzando la base di questa regola: se si postula che un genitore punirà il suo bambino se quest'ultimo ritorna a casa con le scarpe rovinate, sicuramente lo stesso genitore punirà il suo bambino se quest'ultimo ritorna a casa con le scarpe rovinate, i pantaloni strappati e la camicia a brandelli. Il ragionamento si basa sulla logica pura: se il genitore è talmente arrabbiato per un capo di abbigliamento, a maggior ragione tale genitore sarà arrabbiato almeno allo stesso livello per tutto l'insieme del guaio composito. Un costrutto un po' più facile sarebbe quello di affermare "se un giocatore di pallacanestro dilettante può fare un tiro da tre punti, sicuramente un esperto giocatore di pallacanestro professionista potrebbe fare lo stesso", ma forse questa è una analogia infelice perché nessun giocatore può ripetere lo stesso tiro.
Tuttavia, bisogna stare attenti a non cadere nella trappola di una deduzione illogica, come spiegato sopra in "dayyo". Un esempio di questo potrebbe essere il seguente: se un genitore punirà il suo bambino con una punizione minore se quest'ultimo ritorna a casa con le scarpe rovinate, sicuramente tale genitore punirà il suo bambino con una pena maggiore qualora rientri a casa con le scarpe rovinate, i pantaloni strappati e la camicia a brandelli. Questa è una deduzione illogica: anche se potesse essere una giusta speculazione, non può essere provata con la logica. Tutto ciò che dimostra è solo il risultato del guaio minore. Sarebbe simile all'affermare "se un giocatore di pallacanestro dilettante può fare un tiro da tre punti, sicuramente un esperto giocatore di pallacanestro professionista potrebbe fare un tiro da metà campo."
La scoperta di un errore nel processo di deduzione si chiama "teshuvah" (obiezione) o, secondo la terminologia degli Amoraim, "pirka". La possibilità di una tale obiezione non è mai del tutto esclusa, per cui la deduzione del kal va-chomer non pare presentare certezza univoca. Le conseguenze di ciò sono: a) che le conclusioni non hanno, a detta di molti insegnanti, nessun valore reale nei procedimenti penali – punto di vista espresso nell'assioma secondo cui la conclusione è insufficiente a punire il trasgressore di un divieto dedotto (אין עונשין מן הדין, Sifre, Num. 1); b); un ḳal wa-ḥomer: (מילתא דאתיא בק"ו טרח וכתב לה קרא) Pesahim 18b; Yoma 43a.
Un esempio di una situazione in cui non si puniscono trasgressioni espressamente secondo ḳal wa-ḥomer è la seguente: Levitico 18:21 parla della proibizione di adorare Moloch, che era una forma particolare di culto in cui i bambini venivano passati sul fuoco (presumibilmente fino alla loro morte). Ora, si potrebbe desumere che se è vietato passare alcuni dei propri figli sul fuoco, sicuramente dovrebbe esser vietato passare tutti i propri figli sul fuoco - un ḳal wa-ḥomer. Tuttavia, il passo è derivato dall'uso nel versetto della parola "ומזרעך", letteralmente e dal tuo "seme", in cui tale divieto è quando alcuni della propria prole vengono utilizzati in questo culto idolatra ma quando viene utilizzata l'intera propria prole se ne deduce gravità maggiore. Questo si spiega con il ragionamento che l'intenzione malvagia non consapevole ma cosciente del culto di Moloch è quello di migliorare la stirpe dei [restanti] bambini.

### Gezerah Shavah(גזירה שוה)
La gezerah shavah ("Leggi simili, verdetti simili") è la seconda regola di Hillel e di Rabbi Ishmael, e la settima di Eliezer ben Jose HaGelili. Questa può essere descritta come argomento per analogia, che deduce dalla somiglianza di due casi che la decisione giuridica data per l'uno vale anche per l'altro. Il termine "gezerah shavah" originariamente comprendeva argomenti basati su analogie sia di parole che di frasi e/o brani. In poco tempo però quest'ultima classe fu designata come "cheqqesh", mentre la frase "gezerah shavah" fu limitata all'analogia nel caso di due leggi bibliche diverse contenenti una parola comune ad entrambe. La gezerah shavah inizialmente si limitò ad un δὶς λεγόμενον, cioè, ad una parola verificantesi solo nei due passaggi che offrivano l'analogia. Qualora la parola non compaia altrove sembra possa esservi appunto analogia. La gezerah shavah conseguentemente attribuisce alla parola in un passaggio l'intera sequenza di idee che comporta nell'altro. Tale gezerah shavah è anche lessicografica, diretta ad accertare l'esatto significato di una parola comparandola ad un altro passaggio in cui il pieno significato di tale parola è chiaro.
La regola viene quindi dimostrata di per sé.
Un esempio illustrerà più chiaramente quanto sopra. La frase מלק את ראשו (gli "torcerà" la testa) si verifica solo due volte nel Pentateuco, cioè in Levitico 1:15 e 5:8. In quest'ultimo passaggio, tuttavia, il significato della frase è più strettamente definito da ממול ערפו ("dal collo"). La Sifra (cur. da Weiss, p. 9a) conclude, quindi, che la definizione più contigua, "dal collo", nel secondo passaggio, è parte del concetto della parola מלק e, di conseguenza, che anche nel precedente passaggio מלק significa "torcere la testa dal collo". In un periodo successivo, tuttavia, la gezerah shavah emerse da questi "confini angusti" e dedusse l'identità dei requisiti di legge dall'identità della loro terminologia, anche quando tale terminologia si verificava in molti passaggi oltre ai due che costituivano l'analogia. Tuttavia la gezerah shavah perde il suo potere intrinseco di dimostrazione quando del tutto irragionevole attribuire a una parola un significato che sembra essere associato ad essa in un unico passaggio, quando vari altri passaggi collegano idee completamente differenti con la stessa parola.
Ogni singolo insegnante può scegliere quali due espressioni andrebbe a selezionare per una gezerah shavah: conclusioni contraddittorie potrebbero essere tratte, avrebbero ciascuna la stessa pretesa di validità dal momento che entrambe sono state ottenute da una gezerah shavah. Pertanto, per essere vincolante, una gezerah shavah era tenuta a conformarsi a due requisiti che, da un lato, fortemente limitavano la sua applicazione e, dall'altro, assegnava a decisioni legali/analoghe così ottenute il valore di quelle dedotte da una parola "superflua" nelle Sacre Scritture.
Le due condizioni sono:
- אין אדם דן גזירה שוה מעצמו ("Nessuno può trarre una conclusione da un'analogia di sua propria autorità"; Pesahim 66a; Niddah 19b). Questa regola, tuttavia, non è da considerarsi come se implicasse che ogni gezerah shavah debba essere stata tramandata dal Monte Sinai, come Rashi (nei vari passaggi) e molti espositori che lo seguivano ebbero a spiegare, ma che l'uso di questo metodo di ermeneutica deve essere permesso solo a un intero collegio o consiglio, e deve essere impiegato solo quando i suoi risultati concordano con la Halakhah tradizionale, che acquisisce in tal modo l'importanza di una legge implicita nelle Scritture. Nel Yerushalmi questa regola afferma: אדם דן גזירה שוה לקיים תלמודו ואין אדם דן גזירה שוה לבטל תלמודו ("Da una gezerah shavah si possono dedurre conclusioni che sostengono la tradizione, ma non quelle che si oppongono alla tradizione"[16].
- Le parole del testo che sono alla base della deduzione per analogia devono essere libere, cioè, devono essere "superflue" e non essenziali, altrimenti non possono essere utilizzate (מופנה להקיש ולדין הימנו גזירה שוה). Tuttavia questa limitazione della gezerah shavah a parole superflue non è approvata generalmente. Akiva considera la gezerah shavah valida quando nessuna delle due parole è superflua (אינו מופנה כלל). Secondo Rabbi Ishmael, è sufficiente che l'analogia sia libera da un lato (מופנה מצד אחד), cioè, quando una delle due parole che formano la base della analogia è pleonastica. Solo Rabbi Eliezer richiede che entrambe le parole siano superflue (מופנה משני צדדים; cfr. David Zvi Hoffmann, Zur Einleitung in die Halachischen Midraschim, p. 6).

### Binyan ab mi-katuv echad(בנין אב מכתוב אחד)
In "binyan ab mi-katub echad" ("standard da un passo della Scrittura") un determinato brano biblico serve da base per l'interpretazione di molti altri, in modo che la decisione emessa nel caso dell'uno è validata/verificata per tutti gli altri.

### Binyan ab mi-shene ketubim(בנין אב משני כתובים)
Con questa regola di "binyan ab mi-shene ketubim" ("standard da due passi della Scrittura") una decisione su due leggi che hanno una caratteristica in comune (הצד השוה) viene applicata a molte altre leggi che hanno questa stessa caratteristica. Rabbi Ishmael unisce regola 2 e regola 4 nella sua terza regola, mentre la stessa combinazione costituisce l'ottava regola di Rabbi Eliezer.

### Kelal u-perat e perat u-kelal(כלל ופרט ופרט וכלל)
Le regole del "kelal u-perat" e "perat u-kelal" ("Generale e particolare, particolare e generale") è una limitazione del generale dal particolare e viceversa. Secondo Rabbi Ishmael, questo principio ha otto applicazioni speciali e comprende quindi otto regole separate nel suo schema (nn. 4-11). Questo metodo di limitazione è uno dei principali punti di differenza tra Ishmael e Akiva. Secondo il primo, che segue il suo maestro rabbino Nehunya ben HaKanah, il particolare è solo una elucidazione della precedente espressione generale, in modo che quest'ultima comprende solo ciò che è contenuto nel particolare (כלל ופרט אין בכלל אלא מה שבפרט). Ma se ancora un'altra espressione generale segue il particolare, le due espressioni sono definite dal particolare "intermedio", in modo che la legge si applica a quanto è come il particolare (כלל ופרט וכלל אי אתה מרבה אלא כעין הפרט). Akiva, al contrario, applica la regola di incremento e decremento (רבוי ומיעוט) che gli era stata insegnata dal suo maestro Nahum di Gimzo. Secondo questo principio, il generale seguito da un particolare sussume tutto ciò che è come il particolare (Sanhedrin 45b, 46a). Se, tuttavia, un altro "termine" generale segue il particolare, il precedente sussume anche ciò che non è simile al seguente. In conclusione, per tale unificazione, i due "termini" generali sono limitati in un solo punto dal particolare intermedio (רבוי ומיעוט ורבוי ריבה הכל ומאי מיעט דבר אחר; Shebu 26a; cfr. anche Rashi su Sanhedrin loc. cit.).
La differenza tra kelal u-perat u-kelal (כלל ופרט וכלל) e ribbui u-miyut u-ribbui (רבוי ומיעוט ורבוי) è esemplificata nel seguente esempio: Esodo 25:31 afferma ועשית מנרת זהב טהור מקשה תיעשה המנורה, "Farai anche una Menorah d'oro puro, a martello la Menorah sarà lavorata." La modalità ripetitiva della dichiarazione può essere spiegata con kelal u-perat u-kelal o ribbui u-miyut u-ribbui.
Qualunque sia il metodo di deduzione impiegato, la parola ועשית ("farai") è una generalizzazione oggettiva, le parole מנרת זהב ("oro puro") sono una specificazione oggettiva e la parola תיעשה ("sarà lavorata/effettuata") è ancora una volta una generalizzazione oggettiva. La regola di kelal u-perat u-kelal funziona per insegnare che, qualsiasi cosa simile alla specificazione venga ritenuta opportuna, la regola di ribbui u-miyut u-ribbui è più inclusiva, accettando tutto esclusa la cosa più dissimile nello "specificare".
Quindi il commentario di Rashi in Rosh Hashanah 24b afferma che, secondo il precedente metodo di interpretazione di questo versetto, la Menorah potrebbe, quando necessario, essere costituita da qualsiasi metallo (considerato nella stessa categoria dell'oro e quindi simile all'oro), mentre l'uso dell'altro metodo di apprendimento permetterebbe alla Menorah di essere fatta di tutto tranne l'argilla (ritenuto il materiale più dissimile dall'oro). Questo argomento sorse perché la Ghemara faceva riferimento ad una Menorah di legno ricoperta di stagno che era stata costruita nell'epoca degli Chashmunaim.

### Ka-yotze bo mi-makom acher(כיוצא בו ממקום אחר)
La regola "Ka-yotze bo mi-makom acher" ("come quella in un'altra parte") si riferisce alla spiegazione di un passo biblico in base ad un altro di contenuto simile.

### Davar ha-lamed me-inyano(דבר הלמד מעניינו)
Dabar ha-lamed me-inyano ("qualcosa dimostrata dal contesto") si riferisce ad una definizione desunta dal contesto. Rabbi Ishmael omette del tutto la regola 6 e ne ha invece un'altra (n. 13) che non si trova in Hillel, e che asserisce: שני כתובים המכחישים זה את זה, עד שיבוא הכתוב השלישי ויכריע ביניהם ("Se due passaggi si contraddicono a vicenda, questa contraddizione deve essere conciliata per confronto con un terzo passaggio"). Il metodo di soluzione di tali dichiarazioni opposte con l'aiuto di un terzo passaggio è un punto di divergenza tra Ishmael e Akiva. Secondo quest'ultimo, la terza frase decide a favore di una delle due affermazioni contraddittorie (Mekhilta, [ed. Isaac Hirsch Weiss], 6a.); secondo il primo, essa modifica l'interpretazione di entrambe. Per quanto riguarda il significato delle parole che sono punteggiate nel testo, Simeon ben Eleazar ha stabilito la regola che se la parte punteggiata della parola (נקודה) è uguale in lunghezza alla parte senza punteggiatura (כתב), la parola non deve essere interpretata affatto; ma se una parte è più lunga dell'altra, tale parte deve essere interpretata (Genesi Rabbah LXXVIII). Per quanto riguarda l'interpretazione di parole in base ad un cambiamento di lettere o vocali, la regola è: אל תקרא ("Non leggere così, ma così"). Secondo questa regola l'integrità del testo stesso non è lesa, in quanto le modifiche effettuate sono solo a scopo di spiegazione.
Per sostenere una decisione halakhica, e più in particolare per trovare un punto di partenza nella Haggadah, la lettura tradizionale di una parola è alterata dalla trasposizione delle sue consonanti o dalla sostituzione di altre che sono legate a loro, oppure il gruppo consonantico viene mantenuto con l'alterazione delle sue vocali, l'ultimo metodo essendo il più frequente. Un esempio halakhico di questa forma di ermeneutica è l'interpretazione della parola "kapot" (ramo; Levitico 23:40), come se fosse "kaput" (legato; Sifra, ndr Weiss, p. 102d; Sukkah 32a). È interessante notare, inoltre, che solo i Tannaim derivarono nuove halakhot tramite l'aiuto di queste regole, mentre gli Amoraim le impiegarono solo per sviluppare ulteriori spiegazioni haggadiche o per consolidare le vecchie halakhot dei Tannaim.